# Малый Мартын (посёлок)
Малый Мартын — посёлок в Панинском районе Воронежской области.
Входит в Криушанское сельское поселение, ранее входил в Мартыновское сельское поселение.

## География
Посёлок расположен на реке Мартын.

### Улицы
- ул. Левобережная
- ул. Правобережная

## История
Основан в начале XIX века, назывался Барановка. В 1859 году здесь проживал 281 человек в 64 дворах. В 1900 году в селе было 110 дворов, в которых проживали 829 человек, два общественных здания, школа, 8 ветряных мельниц, кузница, крупорушка, мелочная и винная лавки.

## Население
| 2000 | 2005 | 2007 | 2010 |
| ---- | ---- | ---- | ---- |
| 25   | ↗53  | ↘37  | ↘34  |